# Rijwielpadenvereniging Gooi en Eemland
De Rijwielpadenvereniging Gooi en Eemland was een rijwielpadvereniging voor de aanleg en beheer van fietspaden in Het Gooi en Eemland. De vereniging had 110 kilometer rijwielpad in de regio in beheer. Het was de laatste particuliere vereniging in Nederland die een fietspadennet beheerde en nieuwe paden aanlegde. In 2004 droeg de vereniging het beheer en onderhoud van alle paden over aan het Goois Natuurreservaat. Zestig procent van de rijwielpaden van de vereniging ligt binnen dit reservaat. In 2012 is de vereniging opgegaan in de Stichting Rijwielpadenfonds Gooi- en Eemland.

## Geschiedenis
Begin twintigste eeuw startten in meerdere gemeenten en streken verenigingen met als doelstelling fietsers te beschermen tegen het oprukkende autoverkeer. Mevrouw J. Pos-Greidanus uit Baarn, fietste vaak in de omgeving waarbij ze zich beklaagde over de slechte staat van de wegen en het toenemende automobielverkeer. Haar echtgenoot G.A. Pos nam als bestuurslid van de Algemene Nederlandse Wielrijders Bond (ANWB) in 1914 het initiatief tot oprichting van de Vereniging voor Aanleg en Onderhoud in Gooi- en Eemland. Mevrouw Pos zou later worden benoemd tot erelid. De vereniging kreeg de goedkeuring om het predicaat Koninklijk te voeren. Later zou de naam veranderen in Rijwielpadenvereniging Gooi en Eemland. Het benodigde startkapitaal beschikbaar gesteld door de ANWB werd aangevuld met bijdragen van particulieren, verenigingen en gemeenten.

## Aanleg
Door de inzet van steuncomités en met gebruikmaking van een werkverschaffingsproject voor werklozen kon vrij goedkoop binnen een jaar een rijwielpadennet tot stand gebracht van dertig kilometer lengte. De vereniging Stad en Lande van Gooiland gaf toestemming om fietspaden aan te leggen over de bij hen in eigendom zijnde grond. Deze eigendommen besloegen weidegronden en bijna alle woeste gronden in het Gooi. In 1932 gingen die bezittingen over naar het Goois Natuurreservaat. 
De paden werden aangelegd met schop en kruiwagen. In 1914 werd voor het wegdek leem en grind gebruikt. Toen er geen leem meer beschikbaar was werden schelpen toegepast. Die mochten later echter nog maar beperkt worden opgezogen uit de Waddenzee. Een deel van de schelpen werd bovendien steeds vaker gebruikt in kruipruimtes van woningen om vochtoverlast tegen te gaan. Dit zorgde voor hogere prijzen. Nadeel was bovendien dat schelpen kalkrijk zijn terwijl heidegrond uitgesproken zuurhoudend is. Dit leidde ertoe dat een zeedistel kon groeien langs het fietspad op de heide bij het Sint Janskerkhof. Het goedkopere alternatief fijne rode steenpuin bevatte te veel glas en ook gebrande mijnsteen voldeed niet. Daarom wordt de breuksteen grauwacke toepast. Dit paarsrode materiaal is afkomstig uit Duitsland. Het gebruik van het milieuonvriendelijke asfalt is door de rijwielvereniging altijd afgewezen.

## Bewegwijzering
Voor het toenemende autoverkeer kwamen er vanaf 1900 wegwijzers, eerst van hout en later van metaal. Op initiatief van de toenmalige voorzitter van de vereniging, P.V. Astro werd het eerste fietspad van de vereniging over de heide van Baarn naar Laren bewegwijzerd. Voor het langzame (toeristische) verkeer werd in 1919 een speciale wegwijzer ontworpen: de paddenstoel. Ontwerper hiervan was de Baarnse ingenieur J.H.W. Leliman. De paddenstoel werd met enige correcties door de ANWB in beton uitgevoerd. Het ANWB-model werd in de loop der jaren wel iets aangepast.
De allereerste paddenstoelen werden in het Gooi geplaatst langs het eerste rijwielpad van de vereniging. Op die route werden in 1919 de eerste ANWB-paddenstoelen geplaatst. De eerste, met nummer 1, is met de aanleg van Rijksweg A27 verdwenen. Een replica ervan nu staat bij het Sint Janskerkhof bij Geologisch Museum Hofland, tussen Laren en Hilversum. De nummers van de paddenstoelen werden later met 20000 opgehoogd. De tweede paddenstoel, vlak bij de Heidebloem en de provinciegrens bij ’t Bluk, heeft tegenwoordig dan ook het nummer 20002. Op 27 april 2004 is ter hoogte van het Sint Janskerkhof, als herinnering aan deze wegwijzers voor fietsers een monument onthuld. Hierop staat het verhaal over het ontstaan van de ANWB-paddenstoel en een nagemaakte ouderwetse wegwijzer.

## Routes
Het eerste pad liep van kasteel Groeneveld bij Baarn langs de Zandheuvelweg richting Anna’s Hoeve. Vervolgens via de Heidebloem en 't Bluk naar Naarden. 
Voor de Tweede Wereldoorlog bestond omvatte het fietspadennet Hilversum - Hoorneboegse Heide - De Zwaluwenberg - Lage Vuursche -Baarn - Eemnes - Laren - ’t Bluk - Sint Janskerkhof - Crailo - Tafelberg - Huizen - Valkeveen - Naarden - Bussum en Spanderswoud. In de regio zijn tegenwoordig ruim 80 belangrijke knooppunten van fietsroutes opgenomen.

## Recreatie
De meeste paden zijn toeristisch en liggen buiten de bebouwde kom. Doordat steeds meer mensen zich een fiets konden veroorloven raakte het fietsen, dat aanvankelijk was voorbehouden aan welgestelden, in trek bij een steeds grotere groep. De paden voerden langs theehuizen zoals Het Witte Paard aan de heiderand bij de Bosdrift en andere uitspanningen. Bekende plekken waar de fietsers naartoe gingen waren speeltuin Oud Valkeveen, de Tafelberg of het Spanderswoud met zijn waterpartijen. De paden leidden verder door de bossen van de Lage Vuursche, Soestdijk met het koninklijk paleis Soestdijk en de wasmeren van Laren en Hilversum. In de buurt van Hilversum waren speel- en dwaaltuinen als 't Melkhuisje (nu tennispark) en het Nimrodpaviljoen.